# Hoofdplaat
Hoofdplaat est un village appartenant à la commune néerlandaise de L'Écluse, situé dans la province de la Zélande. En 2010, le village comptait 802 habitants.
Hoofdplaat fut une commune indépendante jusqu'en 1970 ; en cette année, la commune a été rattachée à la commune d'Oostburg.